# Reims-Gueux
Reims-Gueux – były trójkątny tor uliczny niedaleko Reims we Francji. Odbyło się na nim 14 Grand Prix Francji od 1950 do 1966 roku.
Trasę oryginalnego toru wyznaczono w 1926 roku. Została poprowadzona drogami publicznymi pomiędzy małymi osadami Thillois oraz Gueux. Tor miał dwie długie proste na których bolidy mogły osiągać wysokie prędkości. Kierowcy wyprzedzali siebie przez wytracanie docisku i zwiększenie prędkości jadąc tuż za poprzedzającym bolidem w tunelu aerodynamicznym. Organizatorzy wyścigu ścinali drzewa i burzyli domy aby osiągnąć tak szybką trasę. W 1952 roku tor został zmieniony tak, aby omijać Gueux. Od tej pory jest często nazywany po prostu Reims.
Pierwszymi zawodami jakie się odbyły na francuskiej trasie było Grand Prix de la Marne, zorganizowane przez Automobilklub Szampanii. Międzynarodowe wyścigi zaczęły się niedługo później, kiedy w 1950 roku odbyło się pierwsze Grand Prix Francji Formuły 1. Ostatni wyścig tej serii odbył się w 1966 roku, a ostatecznie został zamknięty w 1972 przez problemy finansowe.
W 1997 roku miał się tam odbyć historyczny wyścig, ale z powodów technicznych, odwołano całe wydarzenie parę miesięcy przed startem. W 2002 roku ciężkie maszyny budowlane zburzyły część infrastruktury toru.
Les Amis du Circuit de Gueux jest organizacją non-profit, która angażuje się w obronę pozostałości i historii toru.

## ZwycięzcyGrand Prix Francji Formuły 1na torze Reims-Gueux
| Sezon | Kierowca                         | Zespół        |        |
| ----- | -------------------------------- | ------------- | ------ |
| 1966  | Jack Brabham                     | Brabham-Repco | Wyniki |
| 1963  | Jim Clark                        | Lotus-Climax  | Wyniki |
| 1961  | Giancarlo Baghetti               | Ferrari       | Wyniki |
| 1960  | Jack Brabham                     | Cooper-Climax | Wyniki |
| 1959  | Tony Brooks                      | Ferrari       | Wyniki |
| 1958  | Mike Hawthorn                    | Ferrari       | Wyniki |
| 1956  | Peter Collins                    | Ferrari       | Wyniki |
| 1954  | Juan Manuel Fangio               | Mercedes-Benz | Wyniki |
| 1953  | Mike Hawthorn                    | Ferrari       | Wyniki |
| 1951  | Luigi Fagioli Juan Manuel Fangio | Alfa Romeo    | Wyniki |
| 1950  | Juan Manuel Fangio               | Alfa Romeo    | Wyniki |